# 入山瀬浅間神社
入山瀬浅間神社（いりやませせんげんじんじゃ）は、静岡県富士市にある神社。全国にある浅間神社の一社。富士下方五社（五社浅間）の「新福地宮」にあたる。

## 祭神
富士山本宮浅間大社同様に、木花之佐久夜毘売命を主祭神とし、高龍神と金山神を相殿神としている。

## 歴史
浅間五社首座富知六所淺間神社に残る記録によれば、大同元年（806年）五社浅間を勧請するに当たり、当社の名前が残ることから、創建はそれ以前を思われる。
以後、当地の産神として祭祀が行われ、明治8年（1875年）に村社に列され、明治40年（1907年）に地方公共団体の神饌幣帛料に指定された。

## 境内
2,134坪の境内に、本殿、拝殿、忠霊塔などからなる。

## 神徳
神徳氏子安泰・家内安全・厄除開運・交通安全ほか

## 例祭
- 10月10日
- 他、1月14日に、祈年祭。11月25日に、新誉祭を催す。

## 現地情報
- 所在地
  - 静岡県富士市入山瀬4-9-1
- 交通アクセス
  - JR身延線 入山瀬駅より、徒歩約7分
  - 東名高速道路 富士ICより、自動車で約15分